# 甲峴信号場
甲峴信号場（カピョンしんごうじょう）または甲峴駅（カピョンえき）は、大韓民国慶尚北道永川市にかつて存在した韓国鉄道公社中央線の駅である。

## 歴史
- 1978年1月1日：信号場として開業。
- 2024年12月20日：新線への切り替えに伴い廃止[1]。

## 隣の駅
韓国鉄道公社
中央線
花本駅 - (鳳林駅) - 甲峴信号場 - 新寧駅